# 厳弘吉

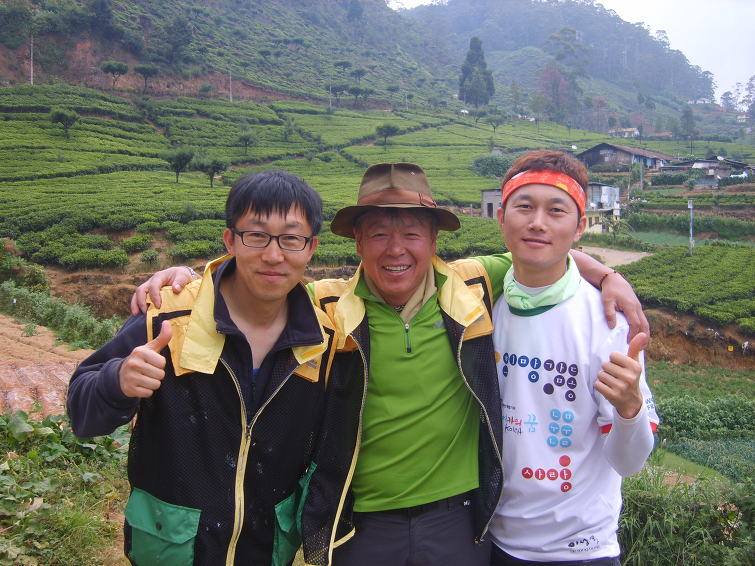
厳弘吉（真ん中）

厳 弘吉（オム・ホンギル、1960年9月14日 - ）はヒマラヤ8000メートル峰14座を世界で9番目に制覇した大韓民国の山岳家である。また、標高上位16峰を初めて制覇した人物でもある。1985年9月、エベレストに登頂しようと試みたが失敗。1998年に再びエベレスト登頂を試みて成功した。2001年にはシシャパンマに登頂して13年かけて14峰の登頂に成功した。
シシャパンマには93年に主峰、94年に中央峰に登頂したと発表したが、どちらも中央峰として認定され、2001年の登頂で主峰への到達が認められた。
最大標高地点のある「主峰」だけでなく、ヤルン・カンなどの衛星峰も含めた完全登頂を目指し遠征を続け、ローツェシャールには4度の挑戦の末登頂を果たした。
本貫は寧越厳氏。

## 登頂一覧
| 名称                                   | 高さ(順位)  | 位置                     | 登頂日時       |
| -------------------------------------- | ----------- | ------------------------ | -------------- |
| エベレスト                             | 8850 m (1)  | 中国/ネパール            | 1988年 9月26日 |
| チョ・オユー                           | 8201 m (6)  | 中国/ネパール            | 1993年 9月10日 |
| シシャパンマ中央峰                     | 8008 m      | 中国                     | 1993年 9月29日 |
| マカルー                               | 8463 m (5)  | 中国/ネパール            | 1995年 5月8日  |
| ブロード・ピーク                       | 8047 m (12) | 中国/パキスタン          | 1995年 7月12日 |
| ローツェ                               | 8516 m (4)  | 中国/ネパール            | 1995年 10月2日 |
| ダウラギリ                             | 8167 m (7)  | ネパール                 | 1996年 5月1日  |
| マナスル                               | 8163 m (8)  | ネパール                 | 1996年 9月27日 |
| ガッシャーブルムI峰                    | 8068 m (11) | 中国/パキスタン          | 1997年 7月9日  |
| ガッシャーブルムII峰                   | 8035 m (13) | 中国/パキスタン          | 1997年 7月16日 |
| アンナプルナ                           | 8091 m (10) | ネパール                 | 1999年 4月29日 |
| ナンガ・パルバット                     | 8126 m (9)  | パキスタン               | 1999年 7月12日 |
| カンチェンジュンガ                     | 8586 m (3)  | インド/ネパール          | 2000年 5月19日 |
| K2                                     | 8611 m (2)  | 中国/(パキスタン/インド) | 2000年 7月31日 |
| シシャパンマ主峰                       | 8027 m (14) | 中国                     | 2001年         |
| ヤルン・カン（カンチェンジュンガ西峰） | 8505 m      | ネパール                 | 2004年         |
| ローツェシャール（ローツェ東峰）       | 8400 m      | 中国/ネパール            | 2007年 5月31日 |

## 厳弘吉が登場する作品
- ヒマラヤ〜地上8,000メートルの絆〜 - 2015年製作の映画。エベレストで死んだ仲間の亡骸を探すため、“ヒューマン遠征隊”を結成して遺体回収に挑んだ様子[4]を描いている。演：ファン・ジョンミン。